# Ellinger Wald

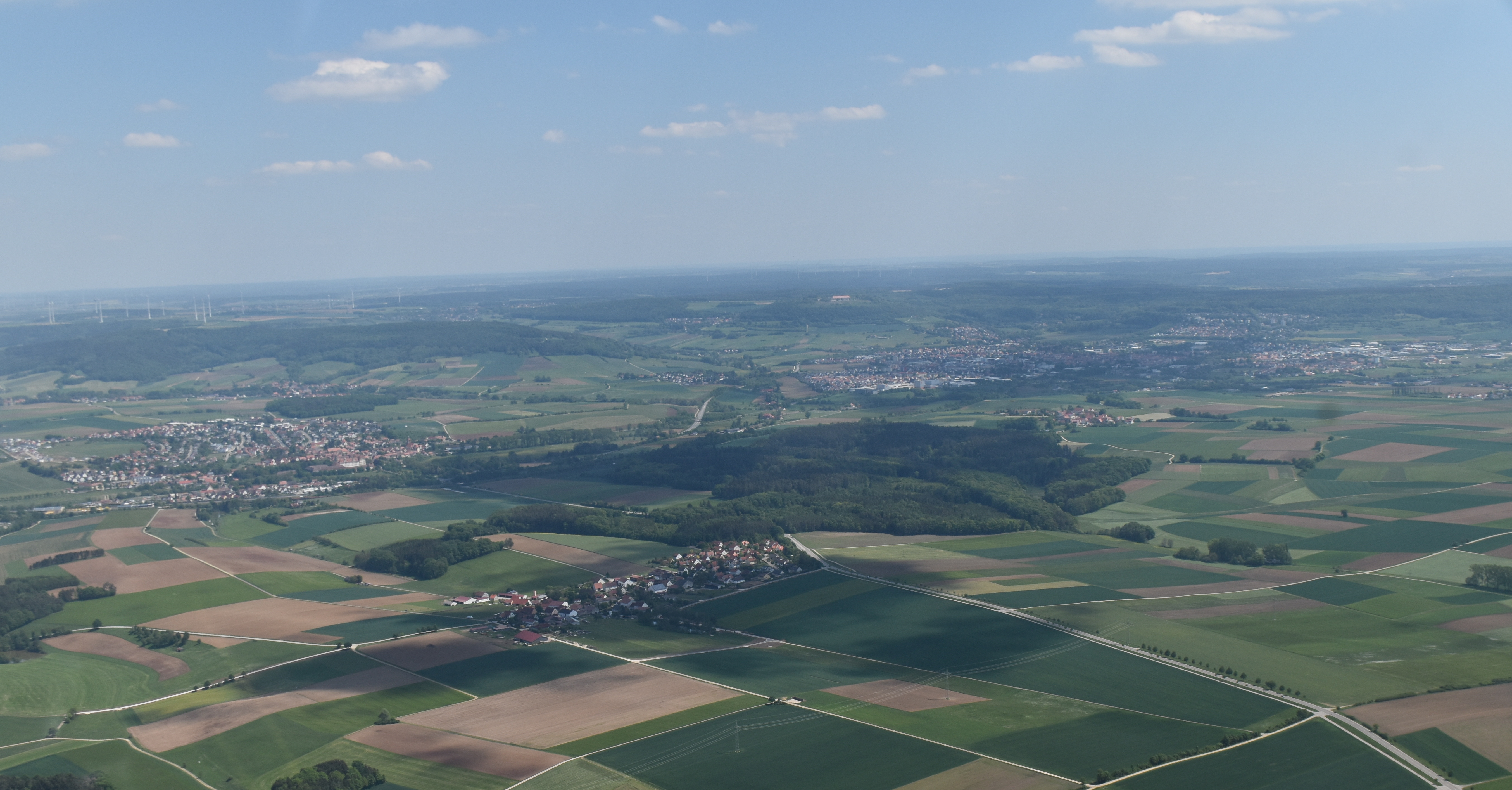
Luftaufnahme des Ellinger Waldes aus Nordwest

Der Ellinger Wald ist ein zusammenhängendes Waldgebiet südwestlich der namensgebenden Stadt Ellingen im mittelfränkischen Landkreis Weißenburg-Gunzenhausen.

## Geographie

### Lage
Der Wald liegt inmitten einer weiten Offenlandschaft im Naturpark Altmühltal und im südlichen Teil des Fränkischen Seenlands. Er setzt sich aus dem eigentlichen Ellinger Wald im Zentrum, den Waldfluren Schweißlohe und Schmalwiesenholz im Süden und der Dürren Lohe im Norden zusammen. Der Wald befindet sich zwischen den Dörfern Massenbach im Norden und Schmalwiesen im Süden. Durch das Waldgebiet verläuft die Gemeindegrenze zwischen Ellingen und Weißenburg in Bayern. Östlich verlaufen die Bundesstraße 2 und die Bahnstrecke Treuchtlingen–Nürnberg, nördlich und teilweise durch den Wald führt die Bundesstraße 13. Durchflossen wird das Waldgebiet vom Mittelbühlgraben, südlich fließt der Himmelreichgraben vorbei. Der höchste Punkt des Waldes liegt auf einer Höhe von 439,9 m ü. NHN. Als beliebtes Wandergebiet ist der Wald von mehreren Wanderwegen durchzogen.

### Naturschutz
Der Wald liegt im Landschaftsschutzgebiet Schutzzone im Naturpark Altmühltal (CDDA-Nr. 396115; 1995 ausgewiesen; 1631 km² groß).

### Naturräumliche Zuordnung
Der Ellinger Wald gehört in der naturräumlichen Haupteinheitengruppe Fränkisches Keuper-Lias-Land (Nr. 11), in der Haupteinheit Vorland der Südlichen Frankenalb (110) und in der Untereinheit Weißenburger Bucht (110.3) zum Naturraum Weimersheimer Platte (110.31), wobei das Gebiet im Osten an das Vorland der Weißenburger Alb grenzt.

## Geschichte
Im Gebiet liegt eine Siedlung der späten Bronze- und Urnenfelderzeit sowie mehrere Grabhügel aus vorgeschichtlicher Zeit und aus der Hallstattzeit.